# Ragnhild Grågås

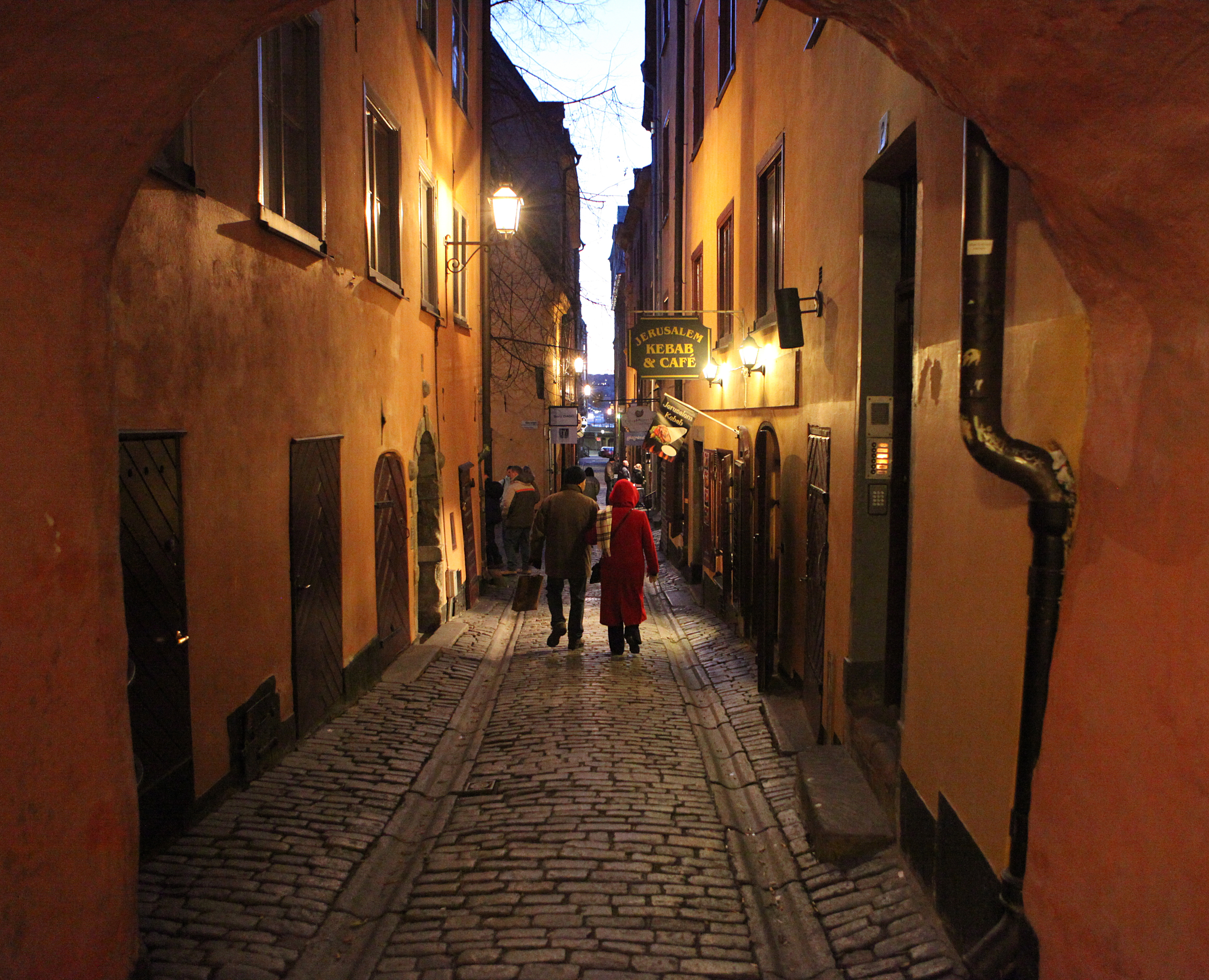
Gåsgränd sedd från Västerlånggatan.

Ragnhild Grågås, född okänt år, död cirka 1510, var en borgare i Stockholm. Gåsgränd i Gamla stan har sitt namn efter henne.
Ragnhild Grågås anklagades 23 juni 1477 av en "Hustru Sigrid, Jens Boks hustru" för att ha haft samlag med samma man som sin dotter, vilket på den tiden var ett allvarligt brott som räknades som blodskam och medförde dödsstraff. Rätten avvisade åtalet eftersom Ragnhild och hennes dotter redan tidigare hade varit åtalade för samma brott och frikänts för det. I stället dömdes Sigrid till förvisning från Stockholm för förtal. Straffet blev dock indraget sedan Ragnhild och hennes dotter bett om nåd för henne. 
Ragnhilds testamente är känt från år 1513, och hon bör ha dött något år före detta. Ragnhilds man ägde en tomt vid Gåsgränd, som hon senare övertog själv. Rättsfallet kring Ragnhild blev uppmärksammat och gatunamnet Gåsgränd omnämns under Ragnhilds samtid, år 1492.      